# Phthalocyaningrün
Phthalocyaningrün ist ein Polychlorkupferphthalocyanin. Es ist ein synthetisches dunkelgrünes Pigment und  gehört nach der chemischen Struktur zu den Phthalocyaninen. Die komplexe organische Verbindung ist von der Phthalsäure abgeleitet. Im Colour Index wird es unter C.I. Pigment Green 7 geführt.

## Geschichte
Phthalocyaningrün (Pigment Grün 7) wurde im Jahr 1938, drei Jahre nach der kommerziellen Einführung von Phthalocyaninblau, zum ersten Mal im kommerziellen Maßstab produziert. Die bromierte Variante, Pigment Grün 36, wurde 1959 eingeführt.

## Gewinnung und Darstellung
Polychlorkupferphthalocyanin wird durch Chlorierung von Kupferphthalocyanin in einer Aluminiumchlorid-/ Natriumchlorid-Schmelze gewonnen, wobei aktuell mehr als 10.000 t davon jährlich hergestellt werden.

## Eigenschaften

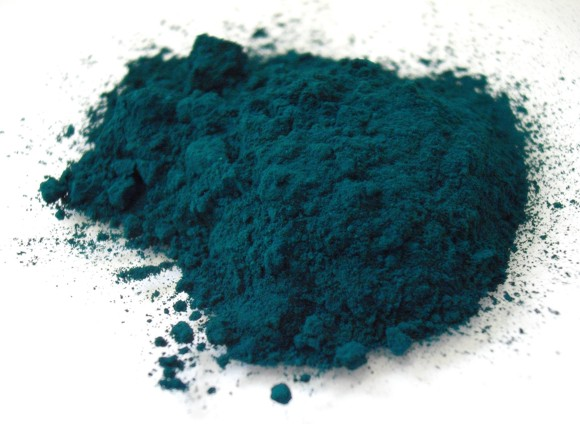
Phthalocyaningrün, übliche Lieferform

Wie bei Phthalocyaninblau befindet sich als Zentralatom der ringförmig halogenierten Verbindung ein Cu-Atom. Dieses sorgt für eine erhöhte Farbstabilität, die durch die Chlorierung zusätzlich erhöht wird. Hinzu kommt das generell hohe Echtheitsniveau von polyzyklischen Pigmenten. Außerdem ist dieses Pigment ungiftig und äußerst Lösungsmittel-, Säure- und Alkalienbeständig.

## Verwendung
In der industriellen Anwendung in Lacken, Kunststoffen und hochwertigen Druckfarben ist Phthalocyaningrün aufgrund seines hervorragenden Echtheitsniveaus das standardmäßig eingesetzte Grünpigment.
Zur Anwendung in Mal- und Druckfarben wird Phthalocyaningrün unter verschiedenen Namen (Echtgrün, Helioechtgrün, Pigmentgrün 7, Vert héliogène, Monastral Green) im Handel angeboten. Da das Pigment ungiftig und farbstark ist, wird es für Seifen genutzt, wie bei Toilettenseife, Syndetseife und Flüssigseife. Es wird  als Zusatz in Shampoos, Duschbädern, Geschirrspülmitteln, Waschmitteln und Weichspülern angewendet. In Kontaktlinsen ist es als lichtsteuernder Zusatz im Einsatz. Als Schulmalfarbe ist das Pigment als Dunkelgrün bekannt.
Die Europäische Union plante 2020 wegen gesundheitlicher Risiken ein Verbot der Pigmente „Blau 15:3“ und „Grün 7“ (Phthalocyaningrün) für Tätowierfarben, da deren Dokumentation nicht den Anforderungen der EU-Chemikalienverordnung REACH genüge. Schließlich wurde aufgrund noch fehlender sicherer Alternativen eine Übergangsfrist von 24 Monaten bis zum 4. Januar 2023 gewährt.

## Gelbtypen
Wird die 3-Stellung an allen vier Benzolringen bromiert statt chloriert, so entsteht der 2Y-Typ des Phthalocyaningrüns. Sind alle Chloratome ersetzt, ist es der 8Y-Typ. Alle gelbgrünen bromierten Pigmente sind im Colour Index als C.I. Pigment Green 36 zusammengefasst. Im Farbton sind diese Pigmente deutlich gelbstichiger und mit steigender Anzahl der Bromatome im Molekül wird der Farbton deutlich gelber. Die Eigenschaften von Pigmenten verschiedener Hersteller unterscheiden sich in geringem Maße. Alle diese Pigmente sind grüne Pulver mit einer Dichte von 2,3 bis 2,7 g/cm³. Der Ölbedarf beträgt 23 bis 28 % und ist damit geringer als beim CI Pigment Green 7. Farbreinheit, Farbstärke und die Deckkraft entsprechen ebenfalls den Eigenschaften des unbromierten Grünpigmentes, aber die Herstellungskosten der gelbgrünen Pigmente sind höher. Der Handelspreis der Gelbtypen liegt fast um ein Drittel höher, so sind die Produktionsmengen nur ein Viertel der Menge des chlorierten Pigments. In ihren IR-Spektren unterscheiden sich beide Pigmente deutlich.